# Witali Wiktorowitsch Wischnewski
Witali Wiktorowitsch Wischnewski (russisch Виталий Викторович Вишневский, ukrainisch Віталій Вікторович Вишневський/Witalij Wiktorowytsch Wyschnewskyj; * 18. März 1980 in Charkiw, Ukrainische SSR) ist ein ehemaliger ukrainischer Eishockeyspieler mit russischem Pass. In der National Hockey League absolvierte er insgesamt 592 Spiele für die Mighty Ducks of Anaheim, Atlanta Thrashers, Nashville Predators und New Jersey Devils. In der Kontinentalen Hockey-Liga war er für Lokomotive Jaroslawl, den SKA Sankt Petersburg und Sewerstal Tscherepowez aktiv.

## Karriere
Witali Wischnewski begann seine Karriere als Eishockeyspieler bei Torpedo Jaroslawl, für die er von 1995 bis 1999 aktiv war. In diesem Zeitraum wurde er im NHL Entry Draft 1998 als insgesamt fünfter Spieler von den Mighty Ducks of Anaheim ausgewählt.
Bei den Ducks wurde er bis 2004 regelmäßig in der National Hockey League eingesetzt wurde und unterlag in der Saison 2002/03 erst in den Finalspielen um den Stanley Cup den New Jersey Devils. Während des Lockouts in der NHL-Saison 2004/05 ging Wischnewski zurück nach Russland, um für Chimik Woskressensk in der Superliga zu spielen. Nach Ende des Lockouts lief der Linksschütze wieder für die Mighty Ducks auf, wurde aber kurz vor Beginn der nächsten Saison zu den Atlanta Thrashers transferiert. Doch für Atlanta spielte er nicht einmal eine ganze Saison, da er am 10. Februar im Tausch für Éric Bélanger an deren Ligarivalen Nashville Predators abgegeben wurde.
Im Sommer 2007 unterschrieb er einen Vertrag bei den New Jersey Devils, für die er in 69 Spielen sieben Scorerpunkte erzielte. Zur Saison 2008/09 kehrte der russische Nationalspieler zu Lokomotive Jaroslawl zurück, für die er in der neu gegründeten Kontinentalen Hockey-Liga in insgesamt 72 Spielen 30 Scorerpunkte erzielte. Mit seiner Mannschaft erreichte er die Finalspiele um die russische Meisterschaft, scheiterte mit Jaroslawl jedoch in der Best-of-Seven-Serie knapp mit 3:4-Siegen an Ak Bars Kasan. Zur Saison 2010/11 unterzeichnete Wischnewski bei SKA Sankt Petersburg, für den er bis 2012 spielte und über 128 KHL-Partien absolvierte.
Im Mai 2012 kehrte er ein weiteres Mal zu Lokomotive Jaroslawl zurück und spielte dort bis zum Ende der Saison 2014/15. Im September 2015 nahm er am Trainingslager der Anaheim Ducks teil, konnte sich aber nicht für einen Vertrag empfehlen. In den folgenden zwei Jahren spielte er nicht aktiv Eishockey.
Nach der Saison 2017/18, die er bei Sewerstal Tscherepowez verbrachte, beendete er seine Karriere endgültig.

## Erfolge und Auszeichnungen
- 2009 Russischer Vizemeister mit Lokomotive Jaroslawl
- 2010 Spengler-Cup-Gewinn mit dem SKA Sankt Petersburg

### International
| - 1998 Silbermedaille bei der U20-Junioren-Weltmeisterschaft - 1998 Bronzemedaille bei der \| U18-Junioren-Europameisterschaft - 1999 Goldmedaille bei der U20-Junioren-Weltmeisterschaft | - 1999 Bester Verteidiger der U20-Junioren-Weltmeisterschaft - 1999 All-Star-Team der U20-Junioren-Weltmeisterschaft - 2009 Goldmedaille bei der Weltmeisterschaft |

## Karrierestatistik

### International
Vertrat Russland bei:
| - U18-Junioren-Europameisterschaft 1997 - U20-Junioren-Weltmeisterschaft 1998 - U18-Junioren-Europameisterschaft 1998 - U20-Junioren-Weltmeisterschaft 1999 - Weltmeisterschaft 1999 | - Weltmeisterschaft 2001 - World Cup of Hockey 2004 - Olympischen Winterspielen 2006 - Weltmeisterschaft 2009 |

(Legende zur Spielerstatistik: Sp oder GP = absolvierte Spiele; T oder G = erzielte Tore; V oder A = erzielte Assists; Pkt oder Pts = erzielte Scorerpunkte; SM oder PIM = erhaltene Strafminuten; +/− = Plus/Minus-Bilanz; PP = erzielte Überzahltore; SH = erzielte Unterzahltore; GW = erzielte Siegtore; 1 Play-downs/Relegation; Kursiv: Statistik nicht vollständig)